# Netral
Netral es una banda musical de género rock de Indonesia, formada en 1991. La banda actualmente está formada por Bagus (voz y bajo), Eno (baterías) y  Coki (guitarra).

## Carrera
En noviembre de 1991, Bagus, junto con Bimo y Miten, formó el grupo Netral. La banda lanzó su primer álbum homónimo en 1994, en el que predominaba el sonido punk.  En 1995, publicaron su segundo álbum titulado, Wa..Lah, caracterizado por letras simples y estilo rock. Su tercer álbum, titulado Tidak Enak apareció en 1997, seguido por Album Minggu Ini el año siguiente. Después, Ben dejó la banda y fue reemplazado por Eno. En 1999, Miten fue reemplazado por Coki. Tra estos cambios en la formación, la banda publicó un quinto álbum, titulado Oke Dehi, en el 2001. Kancut salió en 2003.
En el 2005, Netral lanzó dos álbumes. El primero de ellos, llamado Hitam fue publicado el 7 de febrero de 2005. Musicalmente, este disco de siete canciones se caracteriza por un estilo duro y oscuro; solo vendió 7000 copias. Putih, un álbum más «suave», apareció cuatro meses más tarde. A partir de entonces, Netral ha publicado su discos mediante la discográfica Kancut Records.
La banda lanzó su noveno álbum 9th en julio de 2007. La canción más conocida de esta obra es «Cinta Gila». El décimo, The Story Of, se publicó en 2009. También en 2009, Netral publicó el tema «Garuda Di Dadaku», que apareció en la banda sonora de la película del mismo nombre.

## Integrantes

### Actuales
- Bagus Dhanar Dhana (Bagus)
- Eno Gitara Ryanto (Eno)
- Christopher Bollemeyer (Coki)

### Anteriores integrantes
- Gabriel Bimo Sulaksono (Bimo)
- Alm. Ricky Dayandani (Miten)

## Discografía
- Wa..lah (1995)
- Tidak Enak (1997)
- Album Minggu Ini (1998)
- Paten (1999)
- Oke Deh (2001)
- Is The Best (2002)
- Kancut (2003)
- Hitam (2005)
- Putih (2005)
- 9th (2007)
- The Story Of (2009)
- Unity (2012)